# Francisco de Souto-Maior
Francisco de Souto-Maior foi um administrador colonial português que exerceu o cargo de Capitão-General na Capitania-Geral do Reino de Angola desde Outubro de 1645 até 1646, tendo sido antecedido por Pedro César de Meneses e sucedido por uma junta governativa que governou entre 1646 e 24 de Agosto de 1648. Durante o seu governo fez uma forte oposição à ocupação Holandesa. Foi governador do Rio de Janeiro de 1644 a 1645.